# Cantone di Guilherand-Granges
Il Cantone di Guilherand-Granges è una divisione amministrativa dell'arrondissement di Tournon-sur-Rhône.
È stato costituito a seguito della riforma approvata con decreto del 13 febbraio 2014, che ha avuto attuazione dopo le elezioni dipartimentali del 2015.

## Composizione
Comprende i 5 comuni di:
- Châteaubourg
- Cornas
- Guilherand-Granges
- Saint-Péray
- Saint-Romain-de-Lerps